# Agostino Steuco
Agostino Steuco (latin Eugubinus), född 1497 i Gubbio, Umbrien, död 1548 i Venedig, italiensk biskop, humanist, författare och antikvarie. Författare till bok med titeln Philosophia perennis.